# Kindertotenlieder (film)
Pour plus de détails, voir Fiche technique et Distribution.
Kindertotenlieder est un court métrage français réalisé par Virgil Vernier et sorti en 2021.

## Synopsis
Montage d'archives du journal télévisé sur les événements qui ont suivi la mort des jeunes Zyed et Bouna poursuivis par la police, à Clichy-sous-Bois, en 2005.

## Fiche technique
- Titre : Kindertotenlieder
- Réalisation : Virgil Vernier
- Son : Simon Apostolou
- Montage : Charlotte Cherici
- Production : Petit Film
- Pays de production :  France
- Durée : 27 minutes
- Date de sortie : 12 mars 2021[1]

## Distinctions

### Récompense
- Prix Jean-Vigo du court métrage 2022[2]

### Sélections
- Cinéma du réel 2021
- Festival du Film court en Plein air de Grenoble 2021
- Festival international du film de Gijón 2021
- Festival du film de New York 2021